# 鲍勃·霍普

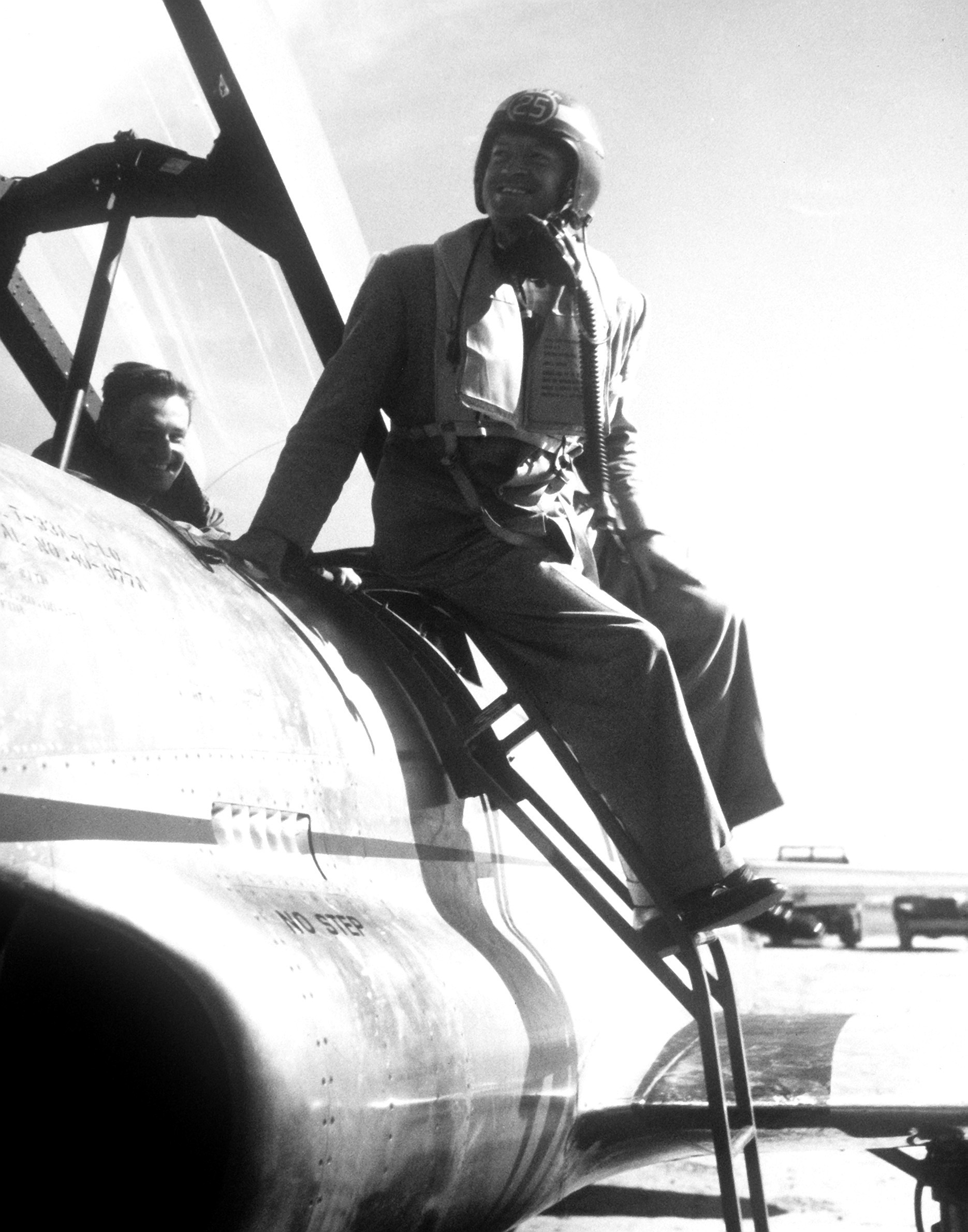
鲍勃·霍普

莱斯利·汤斯·霍普（英語：Leslie Townes Hope，1903年5月29日—2003年7月27日），常被称为鲍勃·霍普（Bob Hope），是美国著名的演艺者、喜剧演员，曾经出现在百老汇、广播中、电视上以及电影中。霍普以他几部百老汇音乐剧开始闻名。在成为演员之前，鲍勃·霍普曾以「Packey East」的名字在拳击场打拳击。
鲍勃·霍普出生于英国的埃尔特姆，在7兄弟中排行第五。他的父亲英国人威廉·亨利·霍普是一名石匠，他的母亲艾维斯·汤斯（Avis Townes）是一个戏剧歌唱家。他一家人于1907年移居美國克里夫蘭，于1920年获得美国公民身份。
曾经4次获得奥斯卡荣誉奖。在美国享有很高声誉。他是共和黨支持者，與隆納·雷根總統及共事過的影星詹姆斯·史都華交情甚篤。
霍普曾于1979年6月至中国拍摄电视片《去中国之路》，在此期间曾登上过长城、去过天安门广场，成为当时中国与西方世界交流的使者。此段影像亦出现在纪录片《天安门》中。
在他100岁生日的两个月后，2003年7月27日，他因肺炎在家中逝世。
在鲍勃·霍普還在世時，美國海軍以他的名字替新下水的霍普號車輛運輸艦（USNS Bob Hope T-AKR-300）命名，使得霍普除了成為海軍史上少數還在世時就被選為船隻命名來源的人之外，也是第一位被作為軍用船隻命名的藝人。除此之外，美國空軍也將一架編號AF99-211的波音C-17环球霸王III命名為「鮑勃·霍普精神號」（Spirit of Bob Hope），是一系列以榮譽勳章（Medal of Honor）得主命名的C-17機隊之一。